# District de Weinfelden
Le district de Weinfelden est un des cinq districts du canton de Thurgovie. Il compte 58 088 habitants pour une superficie de 227,18 km2. Le chef-lieu est Weinfelden.

## Histoire
Le 1er janvier 2011 les communes de Bischofszell, Erlen, Hauptwil-Gottshaus, Hohentannen, Kradolf-Schönenberg, Sulgen et Zihlschlacht-Sitterdorf, précédemment rattachées au district de Bischofszell, supprimé à cette date, ainsi que les communes de Affeltrangen, Schönholzerswilen et Wuppenau, précédemment rattachées au district de Münchwilen, rejoignent le district de Weinfelden. 

## Communes
Le district compte 18 communes depuis le 1er janvier 2011 :
| Nom                     | N° OFS | Population (décembre 2022) |
| ----------------------- | ------ | -------------------------- |
| Affeltrangen            | 4711   | +002 786,                  |
| Amlikon-Bissegg         | 4881   | +001 373,                  |
| Berg                    | 4891   | +003 532,                  |
| Birwinken               | 4901   | +001 381,                  |
| Bischofszell            | 4471   | +006 064,                  |
| Bürglen                 | 4911   | +004 067,                  |
| Bussnang                | 4921   | +002 546,                  |
| Erlen                   | 4476   | +003 888,                  |
| Hauptwil-Gottshaus      | 4486   | +002 040,                  |
| Hohentannen             | 4495   | +000661,                   |
| Kradolf-Schönenberg     | 4501   | +003 669,                  |
| Märstetten              | 4941   | +002 927,                  |
| Schönholzerswilen       | 4756   | +000882,                   |
| Sulgen                  | 4506   | +004 056,                  |
| Weinfelden              | 4946   | +011 893,                  |
| Wigoltingen             | 4951   | +002 600,                  |
| Wuppenau                | 4791   | +001 189,                  |
| Zihlschlacht-Sitterdorf | 4511   | +002 534,                  |
| Total                   | Total  | +058 088,                  |